# Salvatore Iacolino

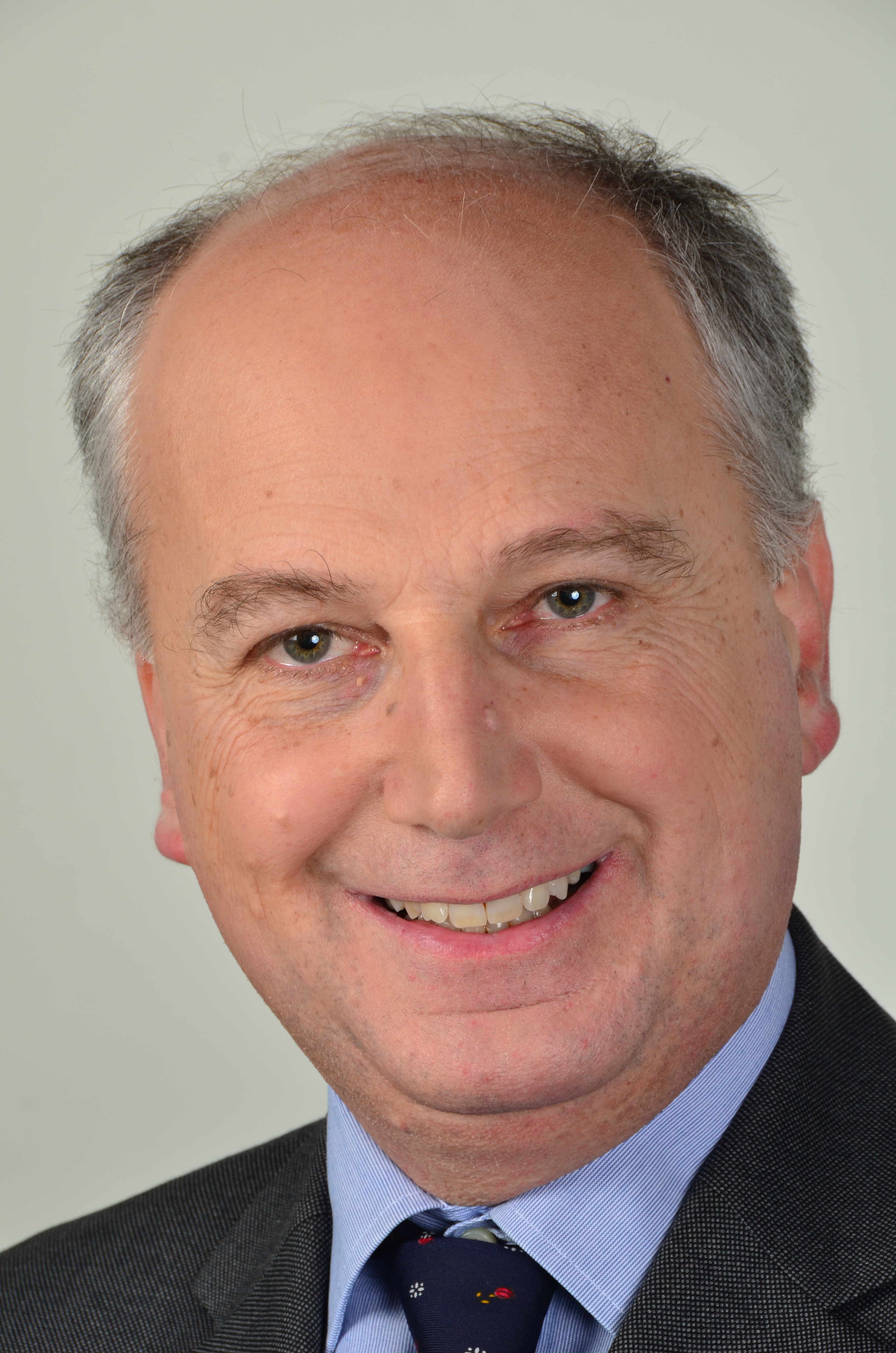
Salvatore Iacolino (2014)

Salvatore Iacolino (* 18. November 1963 in Favara auf Sizilien) ist ein italienischer Politiker der Partei Popolo della Libertà.
Iacolino studierte Rechtswissenschaften an der Universität Palermo und war danach als Verwaltungsbeamter tätig, zunächst in der Region Venetien, danach im örtlichen Gesundheitsamt von Agrigent und von 2005 bis 2009 schließlich als Generaldirektor des örtlichen Gesundheitsamts von Palermo. Von 1997 bis 2001 war er zudem Dezernent der Gemeinde Agrigent. Von 2008 bis 2009 war er ferner Vizepräsident des nationalen Verbandes der italienischen Gemeinden im Bereich Gesundheitswesen. Seit 2009 gehört er dem Europäischen Parlament an.

## Tätigkeiten im EU-Parlament
Iacolini ist in der Fraktion der Europäischen Volkspartei – den Christdemokraten.
Er ist Stellvertretender Vorsitzender im Ausschuss für bürgerliche Freiheiten, Justiz und Inneres.
Mitglied ist Iacolino im Sonderausschuss gegen organisiertes Verbrechen, Korruption und Geldwäsche, in der Delegation für die Beziehungen zu den Maghreb-Ländern und der Union des Arabischen Maghreb und in der Delegation in der Parlamentarischen Versammlung der Union für den Mittelmeerraum.
Als Stellvertreter ist er im Ausschuss für internationalen Handel und in der Delegation in der Paritätischen Parlamentarischen Versammlung AKP-EU.